# Búðavík
Búðavík är en vik i republiken Island.   Den ligger i regionen Västlandet, i den västra delen av landet, 100 km nordväst om huvudstaden Reykjavík.